# Ормош
Ормош (кирг. Ормош) — село в Кадамжайском районе Баткенской области Кыргызстана. Административный центр айылного аймака Бирлик.

## География
Село расположено в восточной части области, на расстоянии приблизительно 44 километров (по прямой) к юго-западу от города Кадамжай, административного центра района. Абсолютная высота — 1648 метров над уровнем моря.

## Население
Согласно оценочным данным Национального статистического комитета Кыргызской Республики, численность населения села на начало 2023 года составляла 1535 человек.
| год     | 2009 | 2014 | 2015 | 2020 | 2021 | 2023 |
| ------- | ---- | ---- | ---- | ---- | ---- | ---- |
| человек | 1129 | 1321 | 1341 | 1477 | 1495 | 1535 |